# Lew Soloff
Lew Soloff (født 20. februar 1944, død 8. marts 2015 i New York City) var en amerikansk trompetist, komponist og lærer.
Soloff er nok bedst kendt fra gruppen Blood, Sweat & Tears (1968-1973). 
Han har også spillet med Gil Evans bigband, og var i en lang periode medlem af Manhattan Jazz Quintet, med bl.a. Steve Gadd og Eddie Gomez.
Soloff spillede også en overgang fast i Carla Bleys orkester, og har indspillet en del plader i eget navn.
Han har tillige spillet med Michel Camilo, Mike Stern, Elvin Jones, Kenny Kirkland, Frank Sinatra, Barbra Streisand og Bob Belden bigband.